# Deșeurile din construcții
Deșeurile din construcții sau molozul reprezintă orice fel de resturi rezultate din procesul de construcție. Agențiile guvernamentale au definiții clare pentru aceste materiale. De exemplu, Agenția pentru Protecția Mediului din Statele Unite (EPA) definește materialele din construcții și demolări (C&D) drept „moloz generat în timpul construcției, renovării și demolării clădirilor, drumurilor și podurilor.” În plus, EPA a categorisit deșeurile din construcții și demolări în trei categorii: nepericuloase, periculoase și semi-periculoase.
Din totalul deșeurilor din construcții și demolări (C&D) din Statele Unite, 90% provin din demolarea structurilor, în timp ce deșeurile generate în timpul construcției reprezintă mai puțin de 10%. Aceste deșeuri includ frecvent materiale periculoase dacă sunt eliminate în depozite de deșeuri, cum ar fi lămpile fluorescente, bateriile și alte echipamente electrice.
Când sunt create deșeuri, opțiunile de eliminare includ:
- transportul către un depozit de deșeuri,
- incinerarea,
- reutilizarea directă la locul construcției (integrarea în proiecte de construcție sau ca material de umplutură)
- reciclarea în scopuri noi, dacă este posibil.[4]

Gestionarea deșeurilor din construcții și demolări este dificilă din cauza costurilor ridicate de procesare. Afacerile care reciclează materiale trebuie să concureze cu costurile scăzute ale depozitelor de deșeuri și ale materialelor noi. Datele din 24 de state arată că deșeurile solide din construcții și demolări reprezintă 23% din totalul deșeurilor din SUA, aproape un sfert din totalul deșeurilor solide generate. Deșeurile din construcții care ajung în depozite de deșeuri eliberează substanțe chimice toxice în mediu. Un sondaj recent arată că, deși 95,71% dintre proiectele de construcție consideră problematice deșeurile din construcții, doar 57,14% dintre companii colectează date relevante în acest sens.

## Tipuri de deșeuri
Materialele de construcție și demolare includ materiale utilizate și recuperate din noi structuri și lucrări de inginerie civilă. O mare parte din deșeuri este alcătuită din materiale precum cărămizi, beton și lemn, care sunt deteriorate sau neutilizate în timpul construcției. Cercetările arată că acest procent poate ajunge la 10-15% din materialele folosite într-o clădire, mult mai mare decât estimările de 2,5-5% ale inginerilor de cantități și ale industriei. Deoarece există o variabilitate considerabilă între șantierele de construcții, există multe oportunități de reducere a acestor deșeuri. 
În ultimele trei decenii, cantitatea de deșeuri generate din construcții și demolări a crescut semnificativ în Statele Unite. În 1990, au fost produse 135 de milioane de tone de moloz din construcții și demolări, iar în 2018 această cantitate a ajuns la 600 de milioane de tone, o creștere de 300%. Este important de menționat că, începând cu 2015, EPA (Agenția pentru Protecția Mediului din SUA) a început să înregistreze modul în care sunt gestionate aceste deșeuri. În 2018, din cele 600 de milioane de tone generate, 143 de milioane de tone au ajuns în depozite de deșeuri. Aceasta înseamnă că aproximativ 76% din deșeuri sunt acum reținute și reutilizate în industrie, însă cantitatea de deșeuri trimisă la depozitele de deșeuri depășește în continuare întreaga cantitate generată în 1990.
Acest consum nesustenabil de materii prime generează riscuri crescânde pentru afaceri, inclusiv costuri mai mari pentru materiale sau întreruperi în lanțurile de aprovizionare. În 2010, EPA a creat Planul Strategic pentru Gestionarea Durabilă a Materialelor (SMM), care a marcat o schimbare de strategie, de la inițiative largi de recuperare a resurselor la un management durabil al materialelor. Deoarece reglementările privind gestionarea materialelor sunt în mare parte la nivel de stat și local, nu există o practică standard la nivel național pentru strategii responsabile de reducere a deșeurilor din construcții. EPA își propune să crească accesul la infrastructura de colectare, procesare și reciclare pentru a aborda direct această problemă.

### Principalele cauze ale deșeurilor
Deșeurile din construcții pot fi clasificate în următoarele categorii: design, manipulare, muncitori, management, condițiile șantierului, achiziții și factori externi. Aceste categorii au fost derivate din cercetări anterioare care au colectat date despre frecvența diferitelor tipuri de deșeuri asociate fiecărui tip de activitate. Exemple de acest tip de deșeuri sunt următoarele:

#### Oțel pentru armare

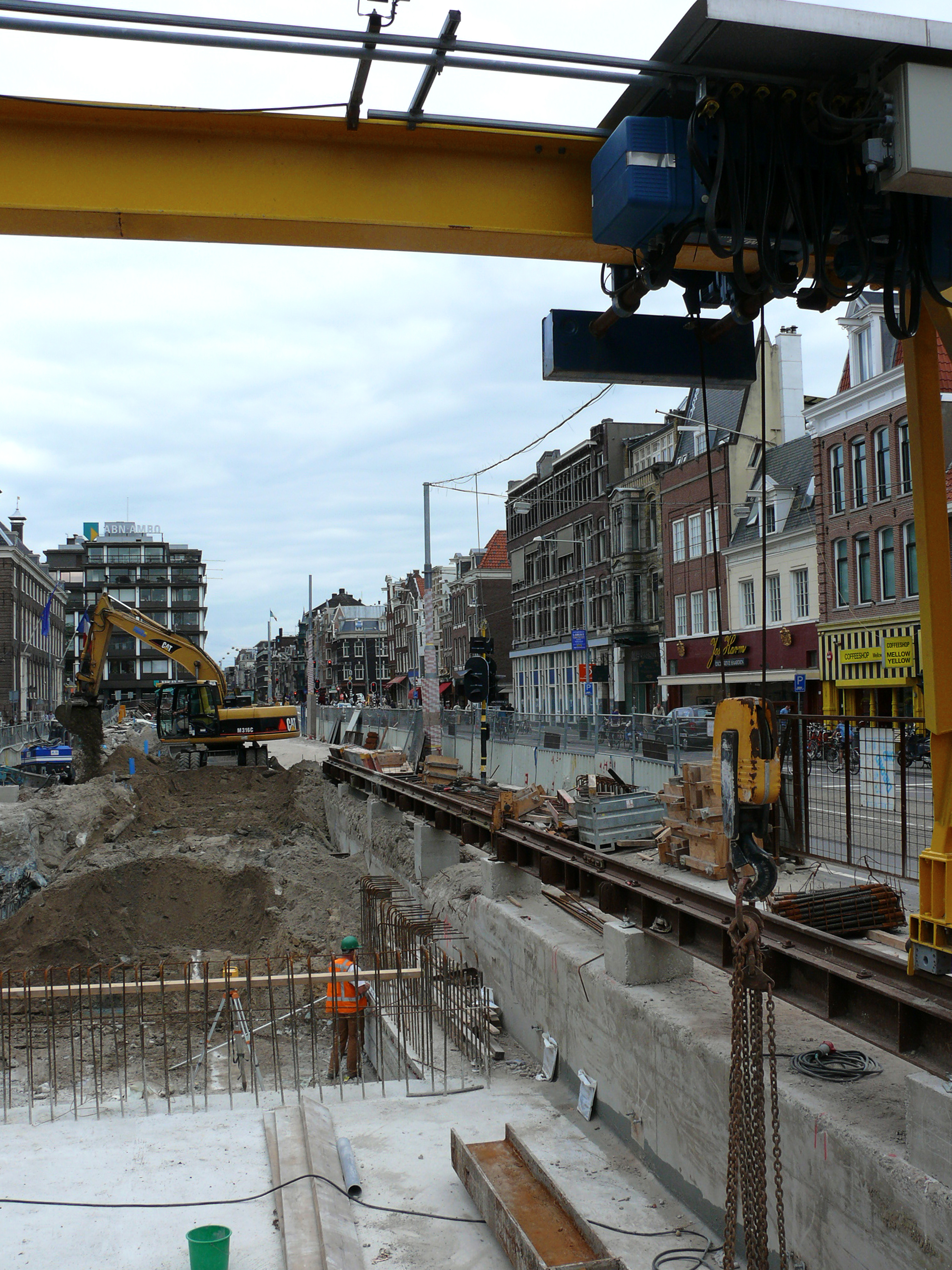
Șantier în Amsterdam

Oțelul este utilizat în majoritatea proiectelor de construcție pentru armare și integritate structurală. Principalele motive pentru care oțelul este risipit pe un șantier includ tăierea iresponsabilă a grinzilor și problemele de fabricație. Cele mai problematice șantiere sunt de obicei cele care nu dispun de detalii și standarde adecvate de proiectare, ceea ce duce la risipă, cum ar fi aruncarea bucăților scurte de bară din cauza unei planificări defectuoase a tăierilor. Multe companii optează acum pentru achiziționarea de componente preasamblate din oțel pentru armare. Aceasta reduce risipa, externalizând tăierea barelor către companii care prioritizează utilizarea responsabilă a materialelor.

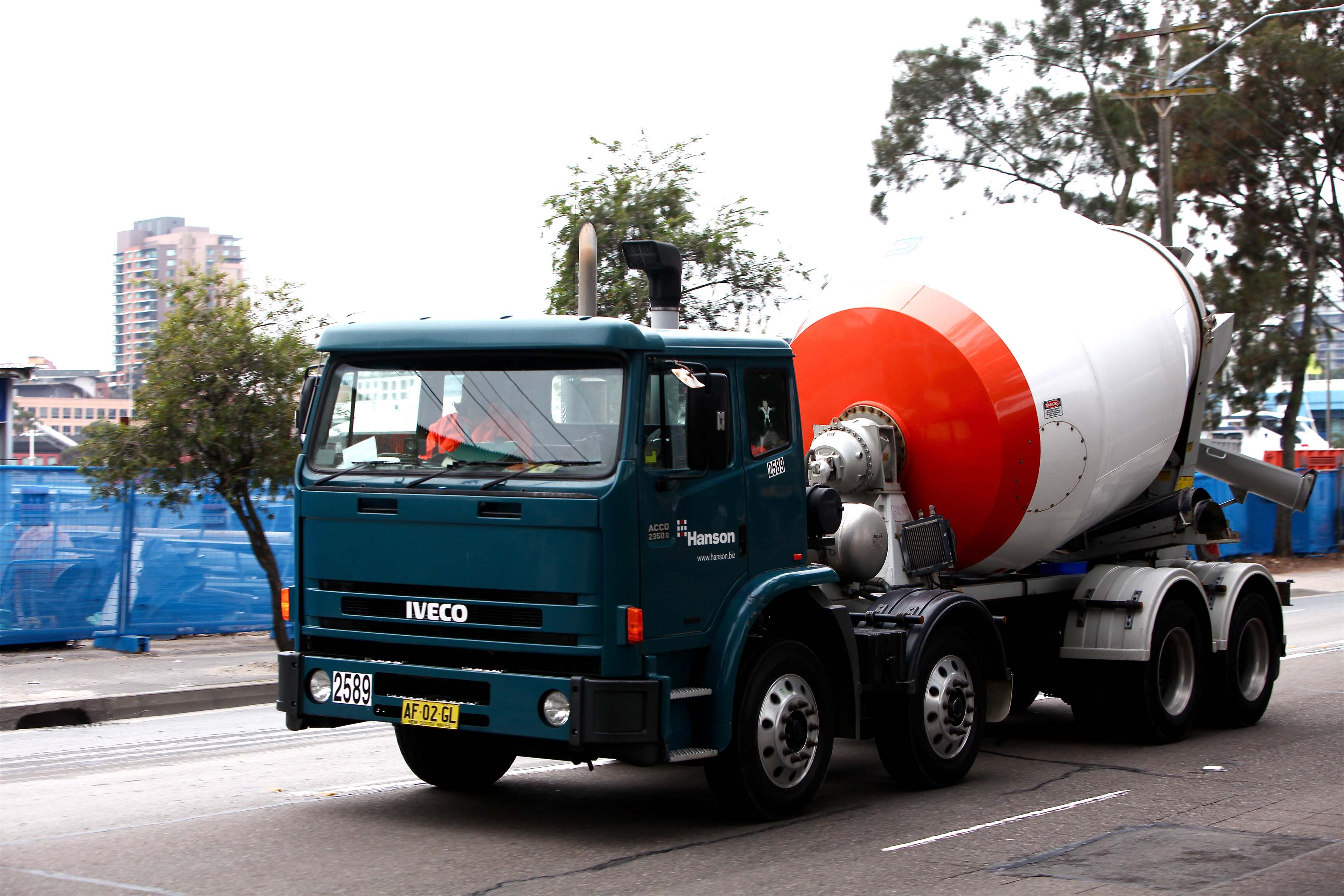
Betonieră

#### Beton preamestecat
Betonul preamestecat are unul dintre cei mai mici indici de risipă comparativ cu alte materiale de construcție. Mulți manageri de șantier consideră că dificultățile în controlul cantităților livrate de beton reprezintă o problemă majoră în determinarea precisă a cantității necesare pentru un șantier. Datele colectate de pe 30 de șantiere din Brazilia arată că deviațiile dintre plăcile și grinzile construite efectiv și cantitățile proiectate au fost cu 5,4%, respectiv 2,7% mai mari decât cele estimate. Multe dintre aceste abateri sunt atribuite unui design inadecvat al cofrajelor sau lipsei de precizie în săpăturile pentru pilonii fundației. În plus, managerii de șantier comandă adesea mai mult beton decât este necesar pentru a evita întreruperea turnării betonului.

#### Țevi și cabluri
Planificarea și urmărirea tuturor țevilor și cablurilor de pe un șantier este deseori dificilă, deoarece acestea sunt utilizate în multe zone ale unui proiect, mai ales când serviciile de instalații electrice și sanitare sunt subcontractate. Risipa în această etapă a procesului de construcție apare frecvent din cauza detaliilor slab proiectate și a tăierilor iresponsabile, ceea ce duce la bucăți scurte de țevi și cabluri care devin inutilizabile.

#### Depozitarea necorespunzătoare a materialelor
Al doilea motiv principal pentru generarea deșeurilor de construcție este depozitarea necorespunzătoare a materialelor. Expunerea la intemperii și manipularea neglijentă de către lucrători sunt cauzate de erori umane. Aceste greșeli pot duce, de asemenea, la depozitări ilegale sau la transporturi ilegale de deșeuri de pe șantiere.

## Reciclare, eliminare și impact asupra mediului

### Reciclarea și reutilizarea materialelor

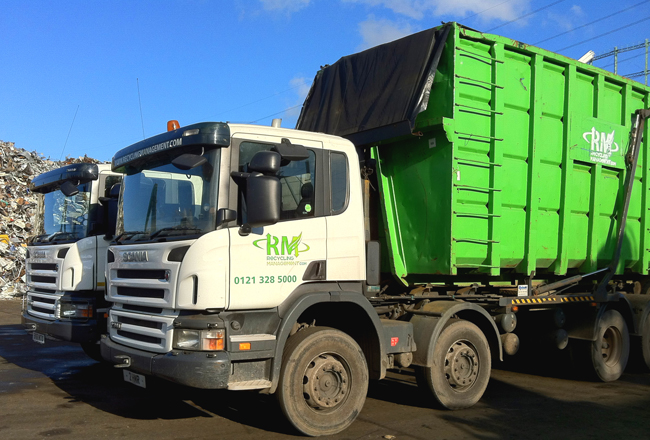
Camioane de reciclare

Cele mai multe ghiduri privind gestionarea deșeurilor din construcții și demolări urmează cadrul ierarhic al gestionării deșeurilor. Acest cadru include o serie de alternative pentru gestionarea deșeurilor, aranjate în ordinea descrescătoare a preferinței. Ierarhia deșeurilor este un concept acceptat la nivel național și internațional care prioritizează și ghidează eforturile de gestionare a deșeurilor. Sub această idee, conceptul „3R” — reducere, reutilizare, reciclare — este central. Anumite țări adoptă variații, cum ar fi sistemul „4R” al Uniunii Europene, care include „Recuperarea” pentru a reduce risipa materialelor. Alte opțiuni includ prevenirea, recuperarea energetică (tratarea) și eliminarea.
Multe elemente ale deșeurilor din construcții pot fi reciclate. Containere de mari dimensiuni sunt adesea folosite pentru transportarea deșeurilor. Molozul poate fi măcinat și reutilizat în proiecte de construcție. Lemnul rezidual poate fi, de asemenea, recuperat și reciclat.

### Depozitarea în depozitele de deșeuri
Anumite componente ale deșeurilor de construcții, cum ar fi plăcile de gips-carton, devin periculoase odată depozitate în depozitele de deșeuri. Gips-cartonul se descompune în condițiile dintr-un depozit de deșeuri, eliberând hidrogen sulfurat, un gaz toxic. De asemenea, poate contribui la creșterea concentrației de arsenic în forma sa anorganică toxică. Tradițional, deșeurile din construcții sunt trimise în depozitele de deșeuri. În SUA, reglementările federale impun acum monitorizarea apei subterane, verificarea deșeurilor și instruirea operatorilor, din cauza impactului de mediu al deșeurilor din depozitele de deșeuri pentru construcții și demolări (CFR 1996). Trimiterea directă a deșeurilor la o groapă de gunoi generează numeroase probleme:
- Risipirea resurselor naturale

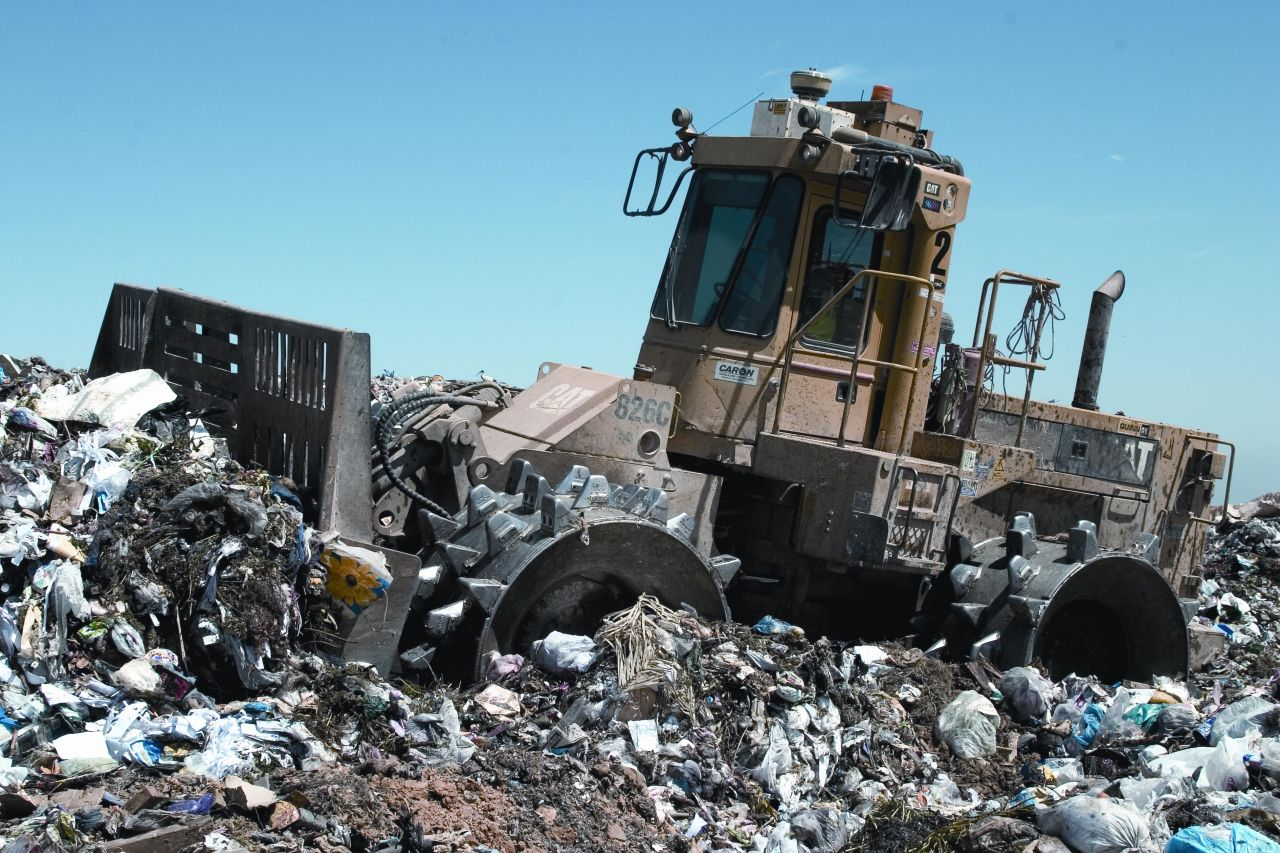
Depozit de deșeuri

- Creșterea costurilor de construcție, în special în procesul de transport[15]
- Ocuparea unei suprafețe mari de teren
- Reducerea calității solului
- Poluarea apei (prin levigat)
- Poluarea aerului
- Crearea unor riscuri de securitate etc.[16]

### Incinerarea și riscurile pentru sănătate
În cazurile în care reciclarea nu este o opțiune, eliminarea deșeurilor de construcții și a materialelor periculoase trebuie să respecte legislația consiliilor și organismelor de reglementare relevante. Penalitățile pentru eliminarea necorespunzătoare a deșeurilor de construcție și a celor periculoase, inclusiv azbestul, pot ajunge la zeci de mii de dolari pentru companii și persoane fizice.

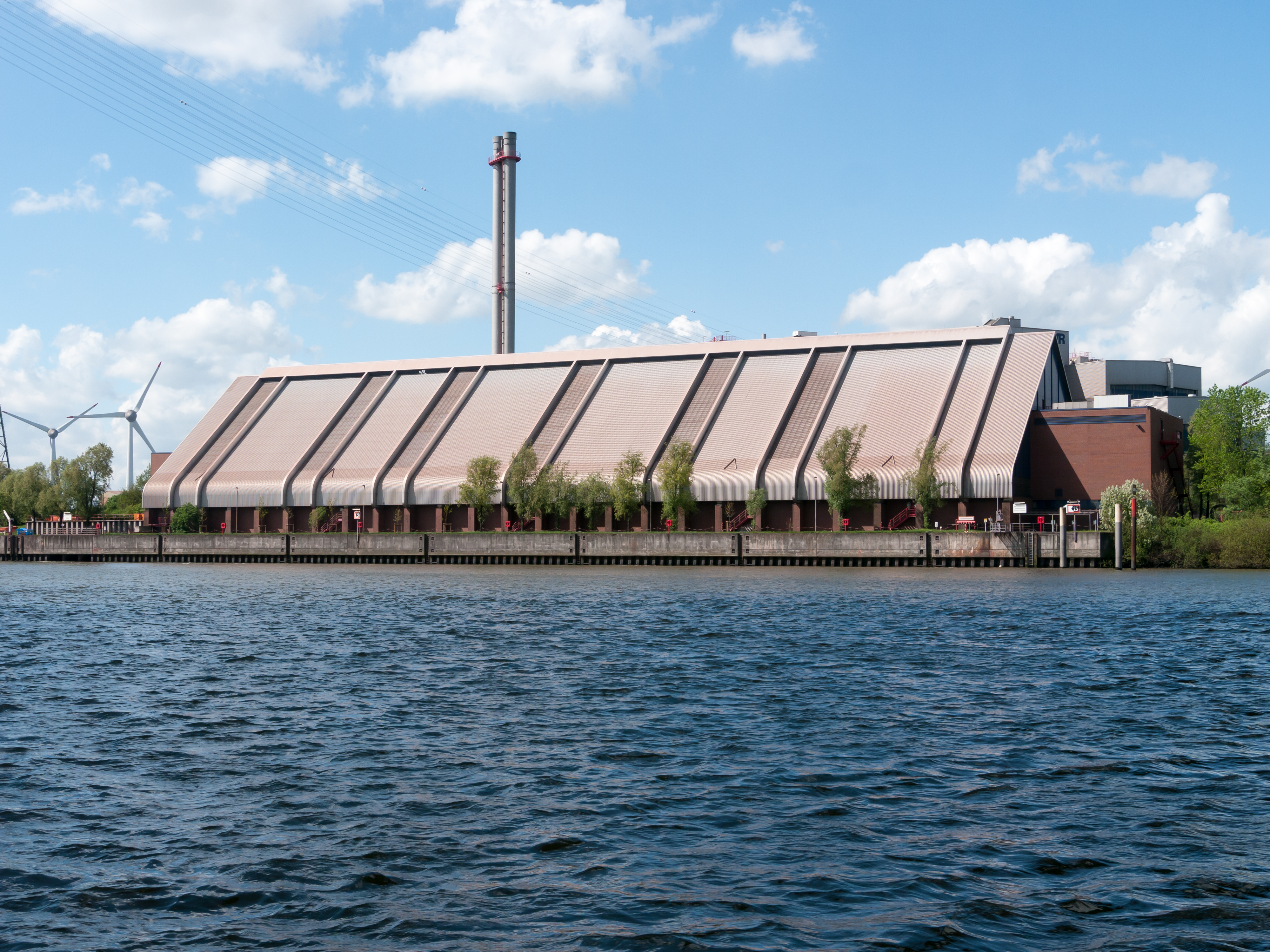
Incinerator de deșeuri

Instalațiile de conversie a deșeurilor în energie (Waste-to-Energy, WTE) ard mai mult de 13% din deșeurile municipale solide. Gazele toxice emise de aceste instalații pot conține substanțe chimice nocive, cum ar fi mercurul și alte metale grele, monoxidul de carbon, dioxidul de sulf și dioxinele.
Dioxina a fost utilizată ca ulei de deșeuri în Times Beach, Missouri. La scurt timp după introducerea acestor substanțe chimice în comunitate, animalele au început să moară. Până când EPA a declarat dioxinele extrem de toxice în anii 1980, CDC a recomandat evacuarea întregului oraș din cauza deșeurilor contaminate din zonă. Până în 1985, întreaga populație a orașului Times Beach a fost relocată, iar statul Missouri a construit un incinerator pe terenul contaminat. Acesta a continuat să ardă 265.000 de tone de deșeuri contaminate cu dioxine până în 1997.
Dioxinele sunt o familie de substanțe chimice produse ca subproduse în timpul fabricării multor pesticide și materiale de construcție, precum covoarele și PVC-ul. Aceste substanțe chimice persistă în mediu, atașate de particule de praf sau sol invizibile cu ochiul liber.
Dioxinele se descompun lent și continuă să reprezinte o amenințare pentru sănătatea publică chiar și la niveluri scăzute. Deși industria a încetat în mare parte să producă dioxine, unul dintre cei mai mari contribuitori care continuă să elibereze aceste substanțe nocive în Statele Unite este incinerarea deșeurilor. S-a demonstrat că dioxinele cauzează cancer, probleme de reproducere și dezvoltare, precum și afectarea sistemului imunitar. Rata cancerelor, cum ar fi limfomul non-Hodgkin și sarcomul de țesut moale, crește semnificativ în funcție de apropierea față de sursa poluării.

## Strategii de management

### Taxe pentru gestionarea deșeurilor
Taxele pentru gestionarea deșeurilor, în conformitate cu principiul „poluatorul plătește”, pot contribui la reducerea nivelului de deșeuri din construcții. Există puține informații despre modul de determinare a unei taxe pentru deșeurile de construcții. Diverse modele au fost propuse în trecut, dar acestea sunt subiective și imperfecte. În 2019, un studiu a propus o metodă de optimizare a taxei pentru gestionarea deșeurilor de construcții. Noul model extinde cele anterioare, luând în considerare costurile pe întreaga durată de viață a deșeurilor și evaluând dorința de a îmbunătăți gestionarea acestora. Studiul a fost realizat în China, unde problema deșeurilor este semnificativă, iar majoritatea depozitelor de deșeuri se află în zone urbane. Rezultatele studiului au indicat taxe diferite pentru deșeurile de metal, lemn și zidărie, de 9,30 USD, 5,92 USD și 4,25 USD, respectiv. Costul gestionării deșeurilor pe metru pătrat a fost estimat la 0,12 USD. Acest tip de sistem necesită intervenție legislativă descendentă, fiind o obligație și nu o alegere pentru antreprenori.

### Europa
În Uniunea Europeană (UE), există un accent semnificativ pe reciclarea materialelor de construcție și adoptarea unei ideologii de tip „de la naștere la moarte” pentru proiectarea, construcția și demolarea clădirilor. Protocolul UE din 2016 pentru Gestionarea Deșeurilor din Construcții și Demolări subliniază beneficiile reciclării, inclusiv crearea de locuri de muncă și reducerea cantităților de deșeuri trimise la depozite de deșeuri. De asemenea, se ia în considerare geografia cererii și a ofertei; dacă fabricile de reciclare sunt mai aproape de zonele urbane decât carierele de agregate, acest lucru poate încuraja utilizarea materialelor reciclate, chiar dacă acestea nu sunt inițial mai ieftine. În Austria, există îmbunătățiri în reciclarea produselor din lemn inutilizabile pentru a fi arse în producția de ciment, reducând astfel amprenta de carbon a ambelor produse.
UE recomandă autorităților locale care emit permise de demolare și renovare să asigure respectarea unui plan de gestionare a deșeurilor de înaltă calitate și să efectueze verificări post-demolare pentru a evalua implementarea planurilor. Taxele pentru depozitele de deșeuri sunt o soluție eficientă pentru a reduce avantajul economic al depozitării deșeurilor, făcând reciclarea o opțiune financiară rezonabilă. Taxele ar trebui să se aplice doar materialelor reciclabile. Țări precum Belgia, Danemarca și Austria au redus depozitarea în depozitele de deșeuri cu peste 30% datorită introducerii acestor taxe. În Danemarca, utilizarea depozitelor de deșeuri a scăzut cu peste 80%, atingând o rată de reciclare de peste 60%.

În Regatul Unit, toate persoanele care efectuează servicii de eliminare a deșeurilor din construcții trebuie, conform legii, să lucreze pentru o companie înregistrată CIS. Cu toate acestea, generarea de deșeuri continuă să crească, deși ritmul de creștere a încetinit.

### Statele Unite ale Americii
Spre deosebire de UE, Statele Unite nu au o taxă națională pentru depozitele de deșeuri, dar multe state și autorități locale colectează taxe pentru eliminarea deșeurilor solide. În California, departamentul CalRecycle a fost înființat în 2010 pentru a aborda problema deșeurilor din construcții și demolări. CalRecycle sprijină crearea unor ordonanțe locale pentru reducerea acestor deșeuri și oferă informații educaționale despre alternativele de gestionare a deșeurilor. De asemenea, instituția promovează participarea companiilor prin programe de stimulare și oferă granturi și împrumuturi pentru susținerea strategiilor de reducere a deșeurilor. Potrivit unui sondaj, stimulentele financiare pentru reducerea deșeurilor de construcții au demonstrat rezultate favorabile, oferind o metodă alternativă pentru reducerea costurilor și încurajând decizii mai responsabile pe tot parcursul proiectului.